# Arnau de Jardí
Arnau de Jardí i Belarde, o Arnau Desjardí i Belarde (Bítem, Baix Ebre, 1233? - Tortosa, Baix Ebre, 20 de juliol de 1306) va ser un bisbe.
Fou bisbe de Tortosa entre el 1272 i fins a la seva mort. Celebrà dos sínodes: el primer, el 12 de novembre de 1274, i que és el primer sínode de que es té constància al bisbat; i el segon, l'any 1278. Legislà sobre els béns dels canonges difunts i donà altres assenyades disposicions per al règim de la diòcesi. El 26 d'octubre de 1277 establí la constitució De bonis Canonicorum decentium. Fundà uns antics beneficis anomenats Comensalies. Entre el 1274 i el 1279 revisà, juntament amb Ramon de Besalú i Domènec de Terol, el llibre dels Costums de Tortosa i en feu la versió definitiva.
Tenia un germà, Ponç de Jardí, que també fou bisbe de Mallorca entre 1283 i 1303. De fet, durant uns mesos de 1302, Arnau de Jardí fou també bisbe auxiliar del bisbat de Mallorca, càrrec que ocupà per malaltia del seu germà. El mes de setembre d'aquell mateix any 1302 ja tornava a ser a Tortosa. Tenia un altre germà, Bernat de Jardí, que fou tresorer de la Seu de Tortosa, i que va morir l'any 1313.
Va morir el 20 de juliol de 1306, essent sepultat a la casa episcopal de Bítem. Posteriorment, el 20 de març de 1308 (o el 30 de març de 1308) fou traslladat a l'antiga capella de santa Càndida de la catedral de Tortosa.